# Automatisk frekvensstyring
Automatisk frekvenskontrol eller automatisk frekvensstyring (eng. Automatic Frequency Control forkortet AFC) er en funktion på FM-radiomodtagere, der sikrer en god modtagelse ved at radioen 'låser' sig fast på radiostationens sendefrekvens og, inden for visse grænser, kan 'trække' radioen ind på senderens frekvens (maksimale sendestyrke). 
| Fjernsyn | Spire Denne artikel om radio- og fjernsyns-teknologi er en spire som bør udbygges. Du er velkommen til at hjælpe Wikipedia ved at udvide den. |